# مردوک
مردوک یا مردوخ (marduk ) یکی از خدایان باستانی تمدن بابل است. در تمدن بابلیان مردوک به‌عنوان خدای باروری و آفرینش مطرح است. او در دورهٔ حمورابی محافظ بابل به‌شمار می‌رفت. مردوک فرزند انکی خدای آب‌ها و جانشین آنو خدای خدایان است. در اساطیر بین‌النهرین و در پی توسعهٔ اقتدار سیاسی بابل، مردوک صفات بیشتر خدایان بین‌النهرین را گرد آورد و در جنگ با تیامات و کینگو پرداخت و از ترکیب خون کینگو و خاک، انسان را درست کرد. او همچنین به خدای سحر و جادو معروف است و به رئیس خدایان بابلی، آفریدگار انسان، نور و زندگی بدل شد. او را گاه در ردای جواهردوخته و با عصا و حلقهٔ پادشاهی مجسم کرده‌اند.

## در ادبیات
پاره‌ای از ظریف‌ترین بازمانده‌های ادبی بابلی دعاهایی است که مردان متقی و صادق در تقوی خود سروده‌اند. برای مثال نبوکدنصر دوم پادشاه بابِل که اورشلیم را فتح نمود و معبد سلیمان را به‌همراه خانه‌ها و دیوار شهر ویران کرد. او یهودیان را به‌عنوان اسیر به بابل برد. با کمال فروتنی در برابر مردوک چنین راز و نیاز می‌کرده‌است:
بی تو ای پروردگار من، چه چیزی می‌توان بود؟
برای شاهی که او را دوست داری و به نامش می‌خوانی
لقب او را چنان‌که ارادهٔ توست متبرک خواهی ساخت،
و به راه راست رهبریش خواهی کرد.
من که امیری که فرمانبردار توام،
همانم که دست‌های تو مرا ساخته‌است.
این تویی که مرا آفریده‌ای،
و رهبری لشکر بندگان خود را به دست من سپرده‌ای،
و به مقتضای رحمت خود، ای خواجهٔ من
نیروی سهمگین خود را به مهربانی و رحمت بدل کن،
و چنان کن که در قلب من
احترام به پروردگاری تو برانگیخته شود.
آنچه را خیر من در آن است به من ببخش.
مردوخ در اصل معرف جنبه زیر زمینی خورشید بود. 

## ریشهٔ نامِ مردوک
مردوک از ریشهٔ سومری اوتو خدای آفتاب گرفته شده. در فرهنگ بابلی این نام امراوتو (اوتو) نوشته شده که از زبان سومری برگردانده شده‌است و بابلی‌ها او را به امروتوک یا مردوک تغییر نام داده‌اند .

## دورهٔ هخامنشیان
در سال ۴۸۴ پیش از میلاد، خشایارشا ضمن سرکوب شورش بابل، استحکامات دفاعی آنجا را نابود و مجسمهٔ خدای مردوک را تخریب کرد.
بابلیان اعتقاد داشتند مردوک در کوهی در جهان زیرین زندانی است و در جشن اکیتو  می‌بایست آزادش می‌کردند.